# حديقة الحيوان البشرية

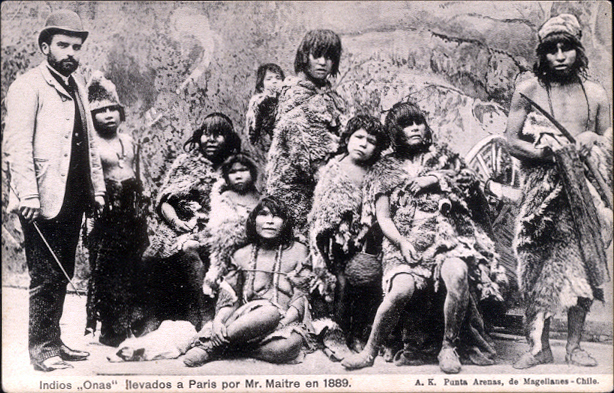
تم جلب سكان تييرا ديل فويغو (باتاغونيا) إلى باريس من قبل الأمير في عام 1889.

حديقة الحيوان البشرية  (بالإنجليزية: Human zoo)‏ (وتدعى أيضا المعارض العرقية أو مستعمرات الزنوج) مابين القرن التاسع عشر والعشرين كان يتم عرض البشر على العامة عادة في ما يسمى دولة طبيعية أو بدائية.
العرض دائما يكون للتأكيد على اختلاف الحضارة بين الأوربيين الغربين وغير الأوروبيين.
حدائق الأنثولوجي (علم الرسم العرقي) تكون كثيراً مبنية على علم العنصرية والداروينية الاجتماعية.
وكثيراً منها وضع السكان الأصليين (خاصة من الأصل الأفريقي) في موضع مابين القردة العليا وجنس البشر الأوروبي.
المعارض البشرية تعرضت لانتقادات كونها مهينة جداً وعنصرية للغاية.

## السيرك والعروض المرافقة له
ظهرت في نصف الكرة الغربي واحدة من أقدم حدائق الحيوان المعروفة، وهي حديقة موكتيزوما في المكسيك، لكن هذه الحديقة لم تتكون فقط من مجموعة كبيرة من الحيوانات، بل عرضت البشر أيضًا مثل الأقزام والأشخاص المصابين بالبهاق أو الذين يعانون من الحدب.
خلال عصر النهضة صمم أمراء ميديشي حديقة حيوان كبيرة في الفاتيكان، وفي القرن السادس عشر كان لدى الكاردينال هيبوليتوس ميديشي مجموعة من البشر من أعراق مختلفة بالإضافة إلى حيوانات غريبة، إذ يقال إنه كان لديه فرقة من الهمج الذين يتحدثون أكثر من عشرين لغة، بالإضافة لمجموعة من التتار والهنود والأتراك والأفارقة. عرض الإنجليزي ويليام دامبير في عام 1691 مواطنًا موشومًا من ميانغاس اشتراه عندما كان في مينداناو، وكان ينوي أيضًا عرض والدة الرجل لكسب المزيد من الأرباح، لكن الأم ماتت أثناء الرحلة البحرية قبل الوصول لإنجلترا. ُسمي الرجل جيولي، وقد وُصف بأنه (الأمير جيولو) لجذب المزيد من الجمهور، وقد عرض لمدة ثلاثة أشهر متتالية حتى وفاته بسبب مرض الجدري في لندن.
خلال خمسينيات القرن التاسع عشر عُرض ماكسيمو وبارتولا، وهما طفلان قزمان من السلفادور، في الولايات المتحدة وأوروبا، ومع ذلك لم تصبح حدائق الحيوان البشرية شائعة إلا في سبعينيات القرن التاسع عشر خلال عصر الإمبريالية الجديدة.

## ظهور المعارض البشرية
أصبحت معارض ما يسمى بالمجموعات السكانية الغريبة شائعة في جميع أنحاء العالم الغربي في سبعينيات القرن التاسع عشر، وظهرت حدائق الحيوان البشرية في العديد من أكبر المدن الأوروبية مثل باريس وهامبورغ ولندن وميلانو وكذلك المدن الأمريكية مثل نيويورك وشيكاغو. كان تاجر الحيوانات كارل هاجنبيك من أوائل المؤيدين لهذه المعارض عندما قرر في عام 1874، بناءً على اقتراح هاينريش لوتمان، أن يقيم معرضًا تميز عن بقية المعارض أنه أظهر مجموعات من البشر مع الحيوانات والنباتات بشكل يظهرهم أنهم جزء من بيئتهم الطبيعية، واستغنى الناس عن السفر إلى هذه المناطق من العالم من خلال مشاهدة عروض هاجنبيك. حققت هذه العروض نجاحًا هائلًا، وأصبحت أكبر وأكثر تفصيلًا مع مرور الوقت. بدأت هذه المعارض البشرية تتجه نحو تصنيف البشر وإظهار التفوق الغربي. روجت هذه المعارض للأفكار الإمبريالية، مثل أن هؤلاء البشر تجب السيطرة عليهم، ورسخت العنصرية العلمية، وصنفت البشر المعروضين على أنهم (متحضرون) أكثر من القردة العليا ولكن أقل من الأوروبيين الغربيين. استمر هاجنبيك في إطلاق معارضه والتي عرفت باسم معرض نوبي في عام 1876، ومعرض إنويت في عام 1880، وحققت جميعها نجاحات كبيرة.
كانت هذه المعارض ناجحة للغاية، إذ دُمجت في المعرض العالمي الباريسي في عامي 1878 و1889، والذي قدم (قرية الزنوج). عرض المعرض العالمي في باريس عام 1889 أكثر من 400 شخص إفريقي، شكلو عامل جذب رئيسي للمعرض الذي زاره أكثر من 28 مليون شخص. وعرض كذلك المعرض الدولي للاستعمار والتصدير أمستردام أشخاص من سورينام في عام 1883، وفي عام 1886 عرض الإسبان مجموعة من السكان الأصليين الفلبينيين في معرض، وأضاف هذا الحدث حافزًا إضافيًا إلى ثورة الفلبين في عام 1896. منحت ملكة إسبانيا ماريا كريستينا طابعًا رسميًا لأعمال حدائق الحيوان البشرية، وبحلول عام 1887 أرسل البشر والحيوانات من إيغوروت إلى مدريد وعرضوا في حديقة حيوانات بشرية في بالاسيو دي كريستال ديل ريتيرو الذي شُييد حديثًا. أما في أواخر القرن التاسع عشر فقد ظهرت معارض بشرية في ألمانيا، واعتبرت دراسة تجريبية للثقافة الإنسانية، إذ كانت تحتوي على قطع أثرية من ثقافات حول العالم مرتبة حسب القارة بالإضافة للبشر، ما يسمح للزوار برؤية أوجه التشابه والاختلاف بين المجموعات والثقافات البشرية وتكوين أفكارهم الخاصة عنها.

## وصلات خارجية
- وجه آخر لبشاعة العنصرية.. عن حدائق الحيوان البشرية http://www.sasapost.com/human-zoos